# Avahi cleesei
Lêmure-lanoso-de-Cleese (Avahi cleesei) é uma espécie de lêmure da família Indridae, endêmica da região do Parque Nacional do Tsingy de Bemaraha, ao norte do rio Manambolo, no oeste de Madagascar. Foi nomeada em homenagem ao ator britânico John Cleese, astro de Monty Python, principalmente por causa do apreço de Cleese para com os lêmures, como demonstrado em "Operation Lemur With John Cleese" e "Fierce Creatures", e por seus esforços para proteger e preservar estes animais.